# Belgio nella seconda guerra mondiale

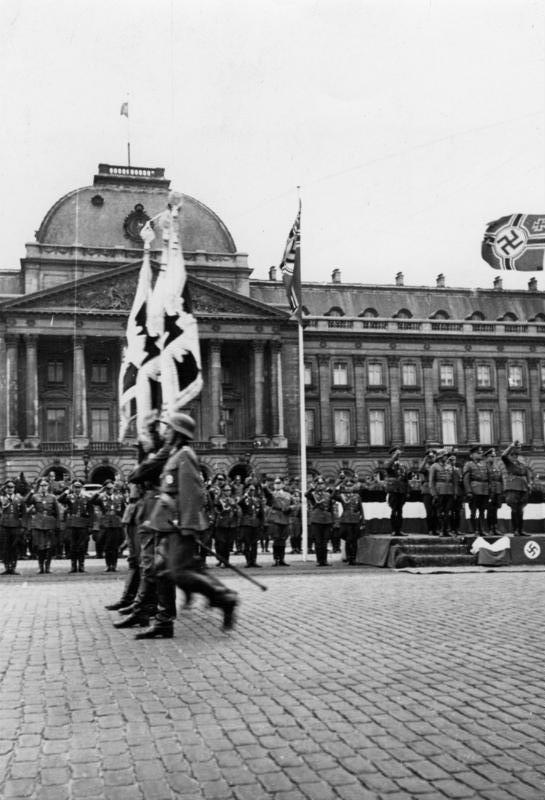
I soldati tedeschi sfilano davanti al Palazzo Reale a Bruxelles, 1940

Nonostante fosse neutrale all'inizio della seconda guerra mondiale, il Belgio e i suoi possedimenti coloniali si trovarono in guerra dopo che il paese venne invaso dalle forze tedesche il 10 maggio 1940. Dopo 18 giorni di combattimenti in cui le forze belghe vennero respinte in una piccola sacca nel nord-ovest del paese, l'esercito belga si arrese ai tedeschi, iniziando un'occupazione che sarebbe durata fino al 1944. La resa del 28 maggio venne ordinata da re Leopoldo III senza la consultazione del suo governo e scatenò una crisi politica dopo la guerra. Nonostante la capitolazione, molti belgi riuscirono a fuggire nel Regno Unito, dove formarono un governo ed un esercito in esilio dalla parte degli Alleati.
Il Congo belga rimase fedele al governo belga a Londra e contribuì con significative risorse materiali e umane alla causa alleata. Molti belgi vennero coinvolti sia nella resistenza armata che passiva alle forze tedesche, sebbene alcuni scelsero di collaborare con le forze tedesche. Il sostegno delle fazioni politiche di estrema destra e delle sezioni della popolazione belga permise all'esercito tedesco di reclutare due divisioni delle Waffen-SS dal Belgio e facilitò anche la persecuzione nazista degli ebrei belgi, in cui ne vennero uccisi quasi 25.000.
La maggior parte del paese venne liberata dagli Alleati tra settembre e ottobre 1944, anche se le aree nell'estremo oriente del paese rimasero occupate fino all'inizio del 1945. In totale, circa 88.000 belgi morirono durante il conflitto, una cifra che rappresentava l'1,05% della popolazione prebellica del paese, e circa l'8% del PIL del paese venne distrutto.

## Antefatti
Durante gli anni '30, il Belgio si stava ancora riprendendo dalla distruzione della prima guerra mondiale. Economicamente, il Belgio stava sperimentando un'elevata disoccupazione all'indomani della Grande depressione del 1929 e nel 1932 la disoccupazione era al 23,5% anche se sotto il piano De Man in stile "New Deal" questa era stata ridotta a circa il 15% nel 1937.
Gli anni '30 videro anche la crescita di diversi partiti politici autoritari e fascisti sia in Vallonia che nelle Fiandre. Nelle elezioni del 1936, uno di questi, il Partito Rexista di lingua francese, ottenne l'11,6% dei voti nazionali. Nel 1939, tuttavia, i partiti estremisti persero molti dei seggi che avevano precedentemente ottenuto nelle nuove elezioni e la stabilità politica sembrò essere di ritorno.

## La neutralità

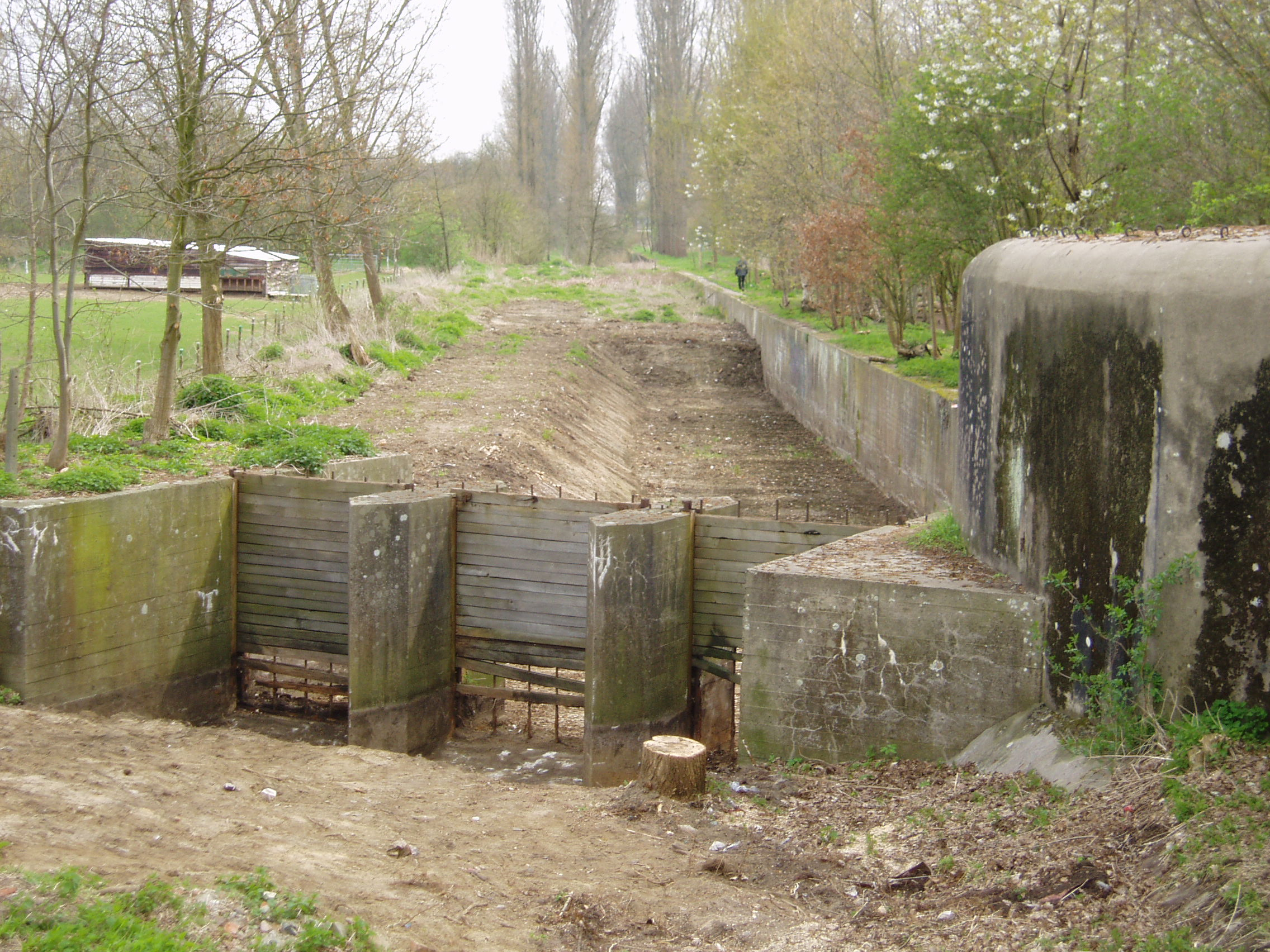
Bunker e difese anticarro della K-W Line lungo il Fiume Dijle, costruito alla fine del 1939

Poiché il Belgio aveva subito così tanti danni nella prima guerra mondiale, c'era poco appetito all'interno del paese per coinvolgersi in qualsiasi potenziale conflitto europeo. Nell'ottobre 1936, re Leopoldo III annunciò che il Belgio sarebbe rimasto neutrale in caso di un'altra guerra in Europa come parte di quella che definì una politica indipendente (Politique d'Indépendance). A tal fine, il governo belga cercò di allontanarsi dalle alleanze: abbandonò il Trattato di Locarno, ripudiare il patto di difesa con la Francia firmato nel 1920 e ricevette la garanzia di neutralità dalla Germania nazista nel 1937.
(Garanzia tedesca di neutralità, 13 ottobre 1937)
Durante questo periodo, le forze armate belghe vennero riorganizzate come forza esclusivamente difensiva e iniziò la costruzione e l'ammodernamento delle fortificazioni in tutto il paese, in particolare intorno alla Provincia di Liegi vicino al confine tedesco.
Alla dichiarazione di guerra tra Regno Unito, Francia e Germania nel settembre 1939, il governo belga lanciò un programma di riarmo accelerato, aumentando le difese nazionali creando la Linea K-W che collegava il Ridotto nazionale ad Anversa con il sud lungo il fiume Dyle, appena dietro la principale posizione fortificata di Liegi.

## La campagna dei 18 giorni

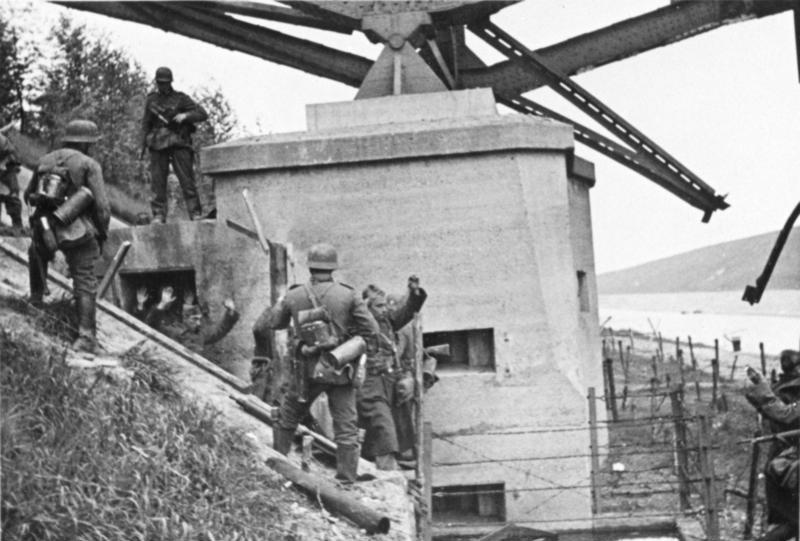
I soldati belgi si arrendono aI paracadutisti tedeschi dopo la battaglia del forte di Eben-Emael, 11 maggio 1940.

Con l'invasione tedesca della Polonia nel settembre 1939, pur seguendo una politica di neutralità, il governo belga iniziò la mobilitazione generale. Nel 1940, l'esercito contava tra i 600.000 e 650.000 uomini (quasi il 20 percento della popolazione maschile del Belgio) rendendolo circa quattro volte più grande della British Expeditionary Force e due volte più grande dell'esercito olandese all'epoca.
L'invasione del Belgio da parte della Germania nazista iniziò il 10 maggio 1940, con il nome in codice Fall Gelb ("Caso Giallo") come parte della più ampia invasione della Francia, dei Paesi Bassi e del Lussemburgo. Le fortificazioni belghe del canale Alberto, alcune delle reti difensive più moderne d'Europa, si rivelarono quasi inutili. Ad Eben-Emael, il forte tenuto da 1.200 belgi venne preso quando i tedeschi schierarono contro di loro 500 alianti di Fallschirmjäger, aprendo il confine per la guerra in stile blitzkrieg. Quasi tutti i moderni caccia Hurricane dell'aeronautica vennero anch'essi distrutti a terra dalla Luftwaffe presso l'Aeroporto di Schaffen il 10 maggio.

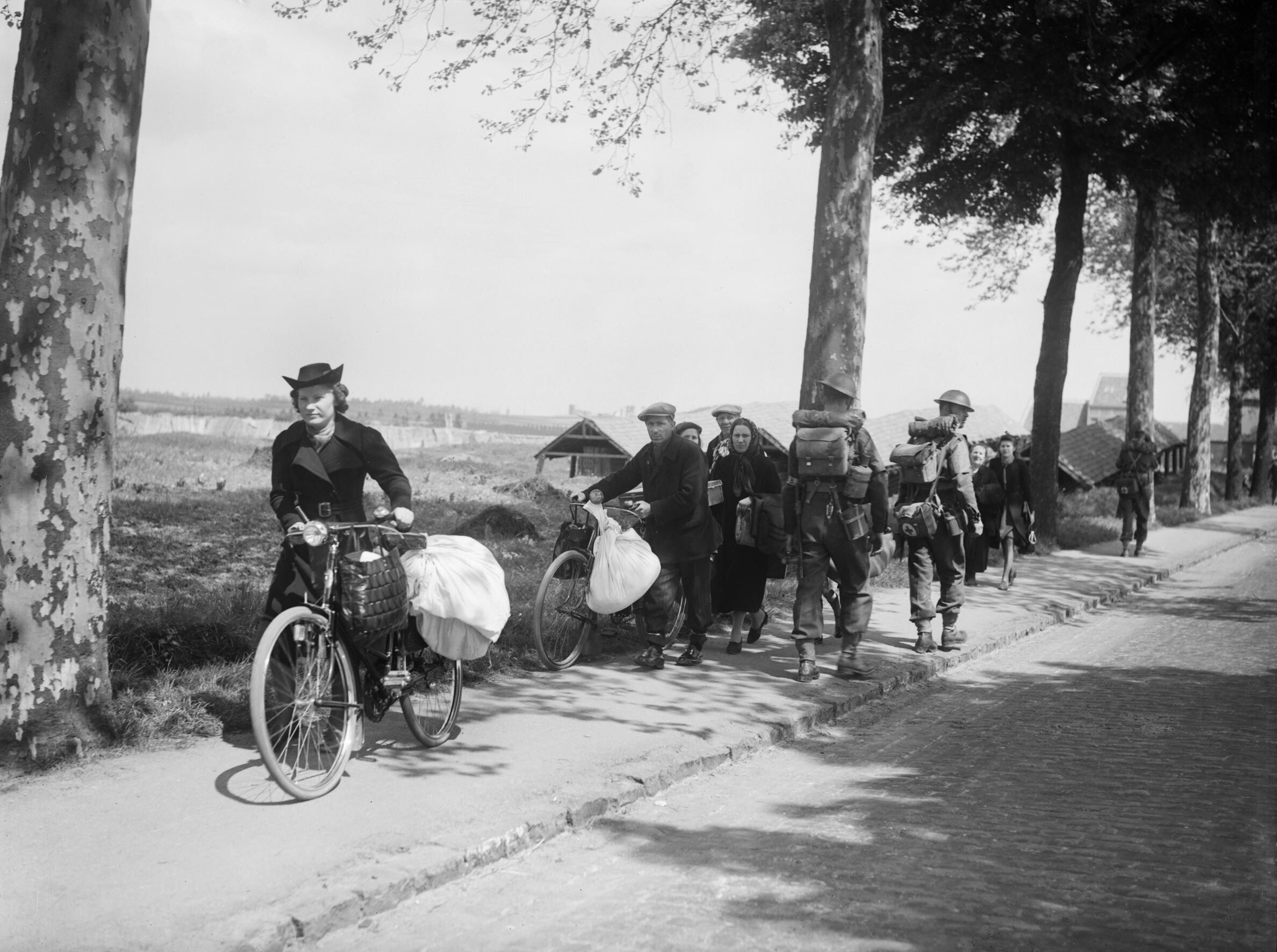
Civili belgi in fuga verso ovest dall'avanzata dell'esercito tedesco, 12 maggio 1940

Lo sfondamento tedesco a Sedan, ritenuto impraticabile, fece sì che i difensori della Linea K-W rischiassero di essere aggirati e dovettero ritirarsi il 16 maggio. L'invasione tedesca scatenò il panico tra i civili belgi sulla traiettoria dell'avanzata dell'esercito tedesco. Entro l'11 maggio, le strade che conducevano verso ovest, lontano dai combattimenti, vennero bloccate dai rifugiati, ostacolando l'avanzata verso est delle forze francesi e britanniche. Si stima che circa due milioni di civili siano fuggiti dalle loro case durante la campagna.
La politica di neutralità del governo aveva lasciato il Belgio con un esercito e un'aviazione obsoleti e mal equipaggiati. Soprattutto, l'esercito possedeva solo 16 carri armati tra le sue due divisioni di cavalleria per motivi politici, poiché erano stati considerati troppo "aggressivi" per l'esercito di un paese neutrale. L'aviazione, frettolosamente riorganizzata nel maggio 1940, venne colta di sorpresa e poté schierare solo 180 velivoli riparabili su un totale di 234.
I militari resistettero contro le forze tedesche per 18 giorni, contro probabilità schiaccianti. Il 28 maggio, costretti in una piccola sacca lungo il fiume Lys e dopo tentativi falliti di negoziare un cessate il fuoco il 27, il re belga e l'esercito si arresero incondizionatamente. Le vittime belghe durante la campagna furono circa 6.000 morti e 15.850 feriti. Circa 112.500 soldati francesi e belgi fuggirono nel Regno Unito tramite Dunkirk ma la maggior parte dei sopravvissuti belgi vennero fatti prigionieri di guerra e molti non vennero rilasciati fino alla fine della guerra.
Con la resa dell'esercito belga, il governo, guidato da Hubert Pierlot, fuggì prima a Parigi e formò un governo in esilio a Bordeaux. Dopo la caduta della Francia, il governo si trasferì a Eaton Square, Londra.

### La resa di Leopoldo III

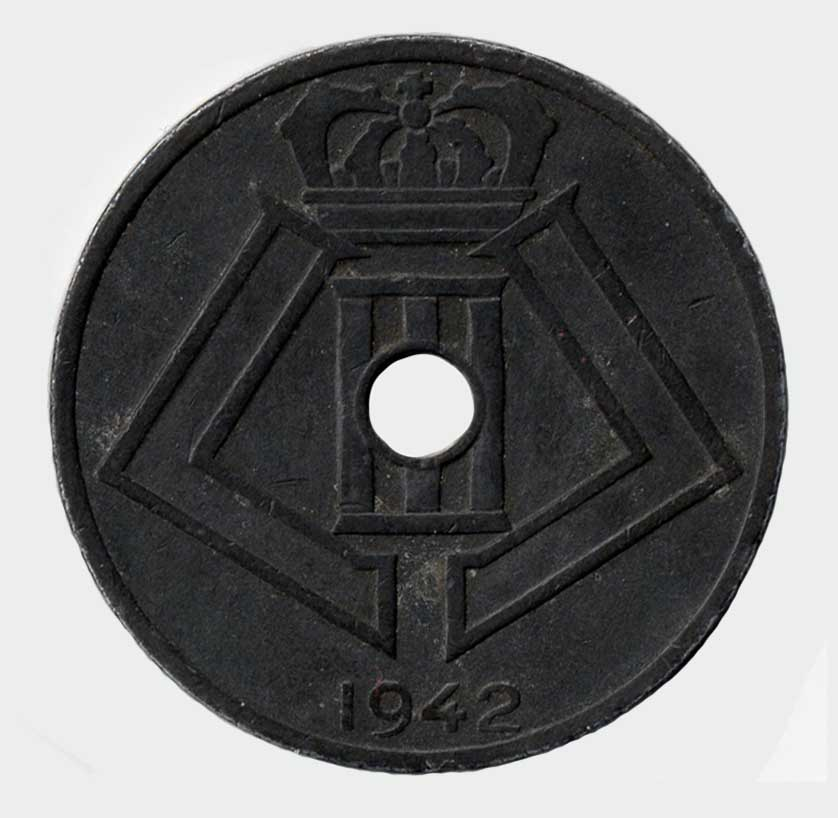
Una moneta belga with the monogramma di Leopoldo III, coniato durante l'occupazione.

Leopoldo III, re e comandante in capo dell'esercito belga, si arrese personalmente alle forze tedesche il 28 maggio, contrariamente al consiglio del governo di Pierlot, avendo deciso personalmente che la causa alleata era persa. La sua decisione fu ferocemente criticata dal primo ministro francese, Paul Reynaud e da Pierlot in una trasmissione radiofonica del 28 giugno 1940, dove dichiarò la decisione di Leopoldo "un evento senza precedenti nella storia".
Il re rimase in Belgio durante la guerra come prigioniero tedesco, mentre il governo andò in esilio e continuò l'azione militare per la causa alleata. A differenza dei Paesi Bassi e del Lussemburgo, dove la monarchia venne repressa o si era unita al governo in esilio, Leopoldo III rimase prominente nel territorio occupato e monete e francobolli prodotti durante l'occupazione continuarono a portare il suo volto o il suo monogramma. Tuttavia, Leopoldo rimase al centro della resistenza, la sua posizione spiegata dallo slogan "Il Belgio è prigioniero! Viva il Belgio! Il Re è prigioniero! Viva il Re!" Durante la prigionia inviò nel 1942 una lettera ad Adolf Hitler, alla quale venne attribuito il merito di aver salvato circa 500.000 donne e bambini belgi dalla deportazione forzata alle fabbriche di munizioni in Germania. Nel novembre 1940, Leopoldo visitò Hitler a Berchtesgaden, dove chiese prigionieri di guerra belgi da liberare.
Dopo la guerra, le accuse secondo cui la resa di Leopoldo era stata un atto di collaborazionismo provocarono una crisi politica, nota come questione reale, sulla possibilità che potesse tornare al trono, che alla fine si concluse con la sua abdicazione.

## L'occupazione tedesca

### La vita nel Belgio occupato

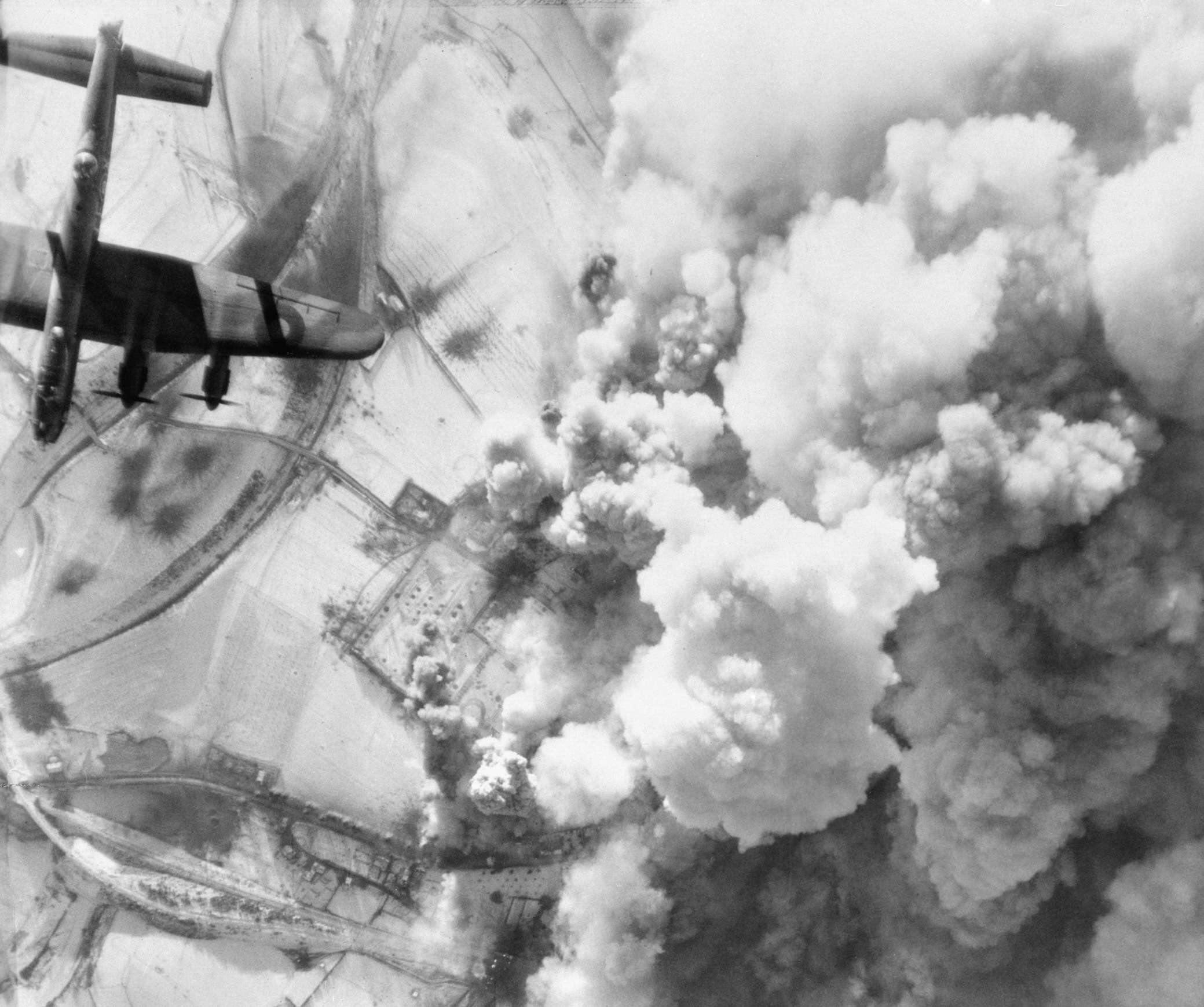
Bombardieri Lancaster della RAF prendono di mira la città belga di St. Vith nelle Ardenne, 1944.

Il Belgio era governato da un governo militare tedesco sotto i generali Alexander von Falkenhausen e Eggert Reeder fino al luglio 1944 e poi dal Reichskommissar Josef Grohé fino alla liberazione. Il governo tedesco fece gravare sui belgi i costi dell'occupazione militare attraverso le tasse, mentre chiedeva anche "costi di occupazione esterni" (o "addebito antibolscevico") per sostenere le operazioni altrove. In totale, il Belgio venne costretto a pagare quasi i due terzi del suo reddito nazionale per queste spese, una cifra pari a 5,7 miliardi di Reichsmark.
Come in tutti i paesi occupati in Europa, cibo, carburante e vestiario erano rigorosamente razionati dalle autorità tedesche. Anche con il severo razionamento, il cibo ed i materiali a cui ufficialmente i civili avrebbero dovuto avere diritto non erano sempre disponibili. Nel paese esisteva anche un mercato nero significativo, che forniva cibo illegalmente a prezzi molto alti a coloro che potevano permetterselo. L'informazione e la stampa erano strettamente controllate dal governo tedesco e le notizie erano fortemente limitate. Tuttavia, le vendite di giornali collaborazionisti come Le Soir e dei giornali di partiti politici filo-collaborazionisti come Le Pays Réel rimasero elevate. Venne pubblicato e distribuito anche un gran numero di giornali clandestini: il giornale clandestino La Libre Belgique raggiunse una tiratura di 30.000 copie.

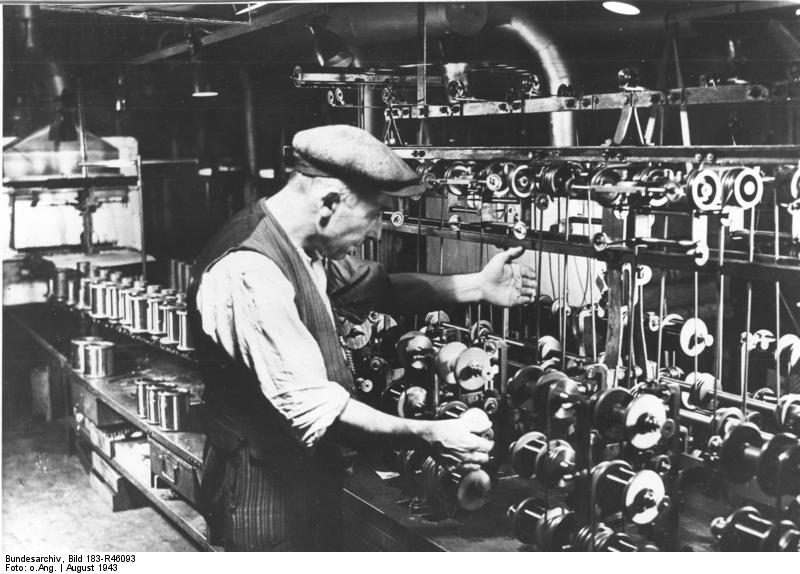
Un lavoratore forzato belga nella fabbrica Siemens a Berlino, agosto 1943.

Il Belgio occupato venne preso di mira anche dai bombardieri alleati sia della RAF britannica che dell'USAAF. La politica portò a un numero elevato di vittime civili, poiché le bombe mancarono gli obiettivi previsti e caddero su aree civili. In un'incursione contro la Erla Motor Works nella città belga di Mortsel (vicino ad Anversa) nell'aprile 1943, solo due bombe sganciate dal B-17 dell'U.S. 8th Air Force caddero sull'obiettivo designato. Le rimanenti 24 tonnellate di bombe caddero su aree civili della città, uccidendo 936 persone e ferendone altre 1.600 in soli otto minuti. La politica degli Alleati venne condannata da molte figure di spicco in Belgio, tra cui il cardinale van Roey.
Circa 375.000 belgi prestarono servizio anche in programmi di lavoro all'interno della Germania durante la guerra, svolgendo lavori manuali nell'industria o nell'agricoltura per lo sforzo bellico tedesco. Sebbene quasi 180.000 belgi si siano arruolati prima dell'inizio della coscrizione nel 1941, la maggior parte venne arruolata dopo quella data e lavorò come lavoratori forzati contro la propria volontà.
Vennero trasportati in Germania anche 200.000 prigionieri di guerra militari belgi, catturati nel 1940. La maggior parte era usata come lavoro forzato e pagata solo una somma simbolica. Circa 80.000 prigionieri (principalmente fiamminghi) vennero rimpatriati in Belgio tra la fine del 1940 e il 1941, ma molti rimasero in cattività fino alla fine della guerra. Spesso erano tenuti in pessime condizioni e circa 2.000 morirono.

### Il collaborazionismo

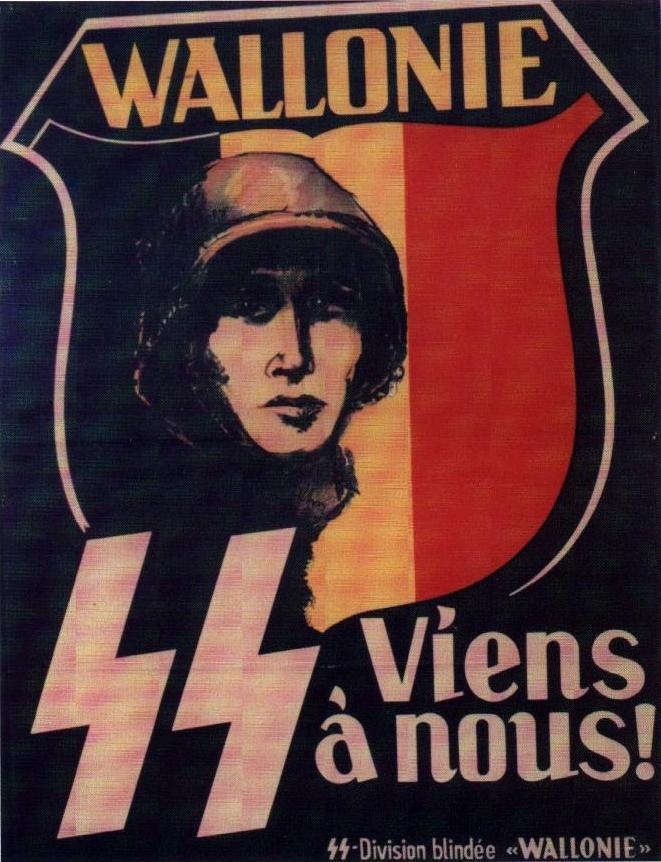
Manifesto di reclutamento con lo slogan "Vieni da noi!" per la 28. SS-Division "Wallonien", composta da belgi francofoni.

Durante il periodo dell'occupazione nazista, alcuni belgi collaborarono con i loro occupanti. C'erano organizzazioni politiche filo-naziste sia nelle comunità fiamminghe che in quelle vallone prima e durante la guerra. I più significativi furono DeVlag, Verdinaso e Vlaams Nationaal Verbond (VNV) nelle Fiandre, così come il Movimento cattolico Rex in Vallonia. Ciascuno di questi movimenti aveva ideologie sottilmente diverse, le proprie forze paramilitari e stampava i propri giornali. Queste organizzazioni furono anche determinanti nell'incoraggiare i belgi ad arruolarsi nell'esercito tedesco. A differenza dell'agenda nazionalsocialista in stile tedesco del DeVlag, la VNV fece appello direttamente ad un'agenda separatista fiamminga, anche se questo messaggio non fu mai la fonte principale della loro popolarità. Le lotte intestine tra i gruppi, in particolare la VNV ed il DeVlag, furono considerevoli.
Nel complesso, il sistema amministrativo belga era molto duttile e divenne uno strumento di collaborazionismo. In un rapporto del 2007 di un istituto di ricerca belga, il Cegesoma, un gruppo di storici ha concluso che il Belgio aveva offerto "la massima collaborazione amministrativa" con le forze di occupazione tedesche. Lo stesso rapporto ha anche commentato i livelli apparentemente più elevati di collaborazione nelle Fiandre come parte di un tentativo di integrazione in un "Nuovo Ordine tedesco-fiammingo". Le città di Bruxelles e Liegi, aggiungeva il rapporto, "rimasero [generalmente] patriottico-belghe e decisamente ostili alla Germania". Il rapporto ha inoltre rilevato che molte autorità belghe erano state compiacenti, persino attive, nella deportazione degli ebrei.
Due unità separate delle Waffen-SS, la Legione fiamminga e la Legione vallone, vennero reclutate dal Belgio durante l'occupazione. Léon Degrelle, fondatore del Partito Rexista, fu comandante della Legione vallona, che combatté contro l'Unione Sovietica nell'Europa orientale. Un totale di 15.000 belgi nelle "divisioni" (né sempre più grande della forza di una brigata) combatté sul Fronte orientale, dove la Legione vallona venne quasi annientata nella sacca di Korsun' nel 1944.
Dopo la guerra, un totale di 400.000 belgi vennero indagati per collaborazionismo. Di questi, circa 56.000 vennero perseguiti. La maggior parte ricevette pene detentive, anche se diverse centinaia vennero giustiziate.

### La resistenza

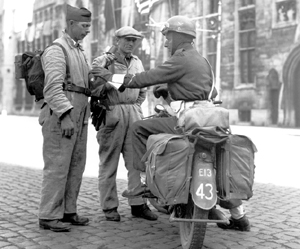
Membri della resistenza belga con un soldato canadese durante la liberazione di Bruges, 1944.

La resistenza all'occupazione tedesca proveniva da tutti i livelli e regioni del Belgio e quarti dello spettro politico, ma era molto frammentata e localizzata. Il governo in esilio trattava solo con gruppi di resistenza simpatizzanti, come l'Armée Secrète; tuttavia, anche queste organizzazioni ombrello avevano molti programmi o ideologie politiche differenti. Alcuni gruppi erano molto di sinistra, come i Partisans armés comunisti, ma c'erano anche movimenti di resistenza di destra, come il Mouvement National Royaliste monarchico e la Légion Belge fascista, creato da membri del movimento prebellico Légion Nationale. C'erano anche altri gruppi come il Groupe G che non avevano un'evidente affiliazione politica.
La resistenza agli occupanti avvenne principalmente sotto forma di aiuto agli aviatori alleati a fuggire e vennero istituite numerose linee per organizzare questo sforzo; ad esempio la linea Comet che evacuò circa 700 militari alleati a Gibilterra. La Linea Comet aveva una serie di rifugi in tutto il Belgio. Gli aviatori alleati ricevevano abiti civili e venivano spesso spostati di casa in casa, alloggiando presso famiglie belghe che sostenevano la resistenza. La resistenza avrebbe aiutato gli aviatori fornendo loro documenti falsi e guidandoli verso il territorio occupato neutrale o alleato.

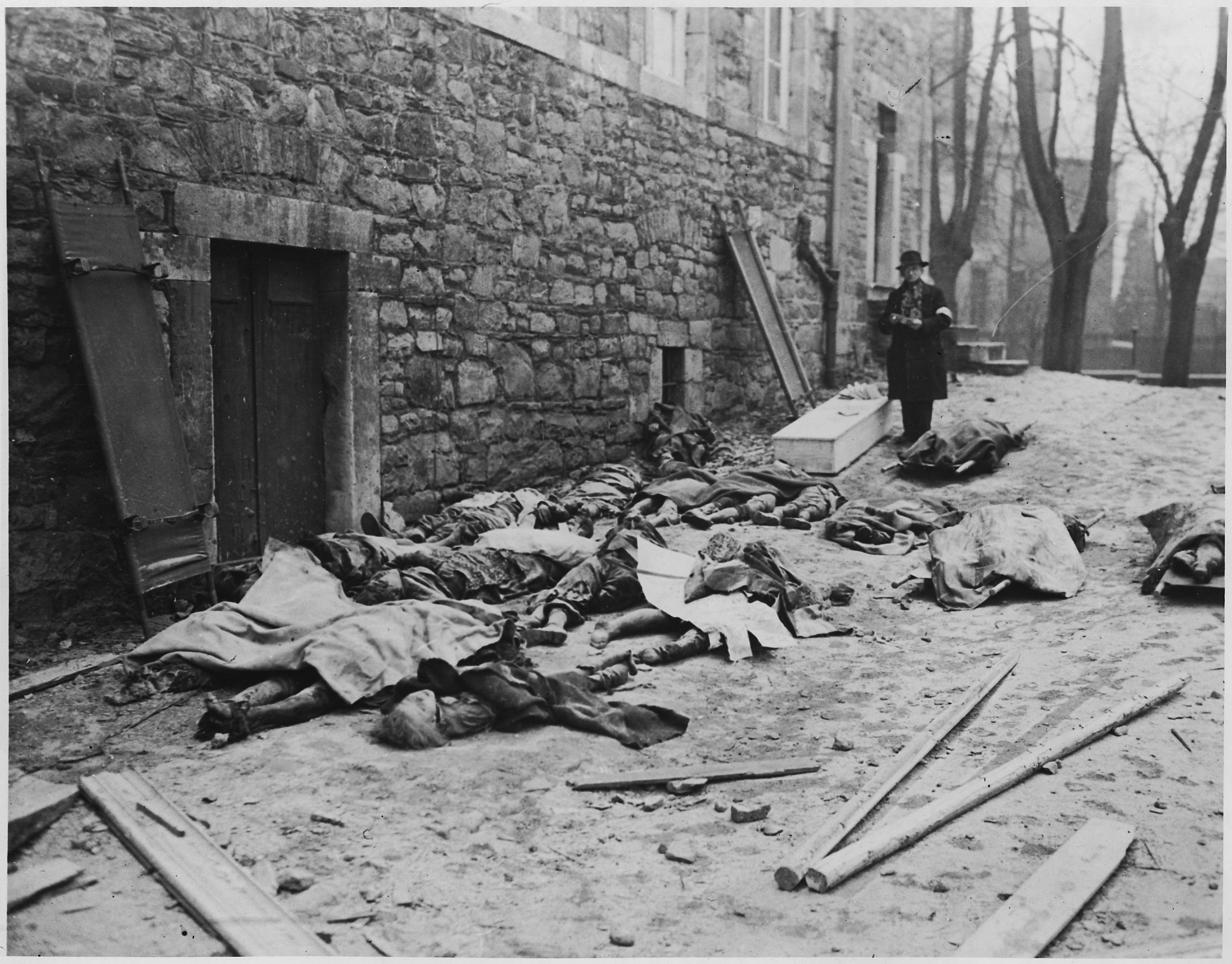
I corpi dei civili belgi uccisi dai tedeschi, dicembre 1944

Come altrove, il sabotaggio venne impiegato contro le risorse militari ed economiche nemiche, con linee ferroviarie e ponti come obiettivi comuni. Si stima che le sole attività del Groupe G, una piccola cellula di resistenza studentesca con sede a Bruxelles, siano costate ai nazisti 10 milioni di ore di lavoro per riparare i danni. Gli attacchi diretti alle truppe e alle installazioni militari tedesche erano più rari, ma una stima stima che il numero di soldati tedeschi uccisi dalla resistenza belga nel 1941 sia più alto che in tutta la Francia.
La resistenza fu determinante nel salvare ebrei e rom dalla deportazione nei campi di sterminio, ad esempio l'attacco al "convoglio n° 20" ad Auschwitz. Molti belgi nascosero anche ebrei e dissidenti politici durante l'occupazione, con una stima che indica il numero di circa 20.000 persone nascoste durante la guerra. Vi fu anche una significativa resistenza di basso livello, ad esempio nel giugno 1941, il Comune di Bruxelles rifiutò di distribuire distintivi delle Stelle di David. Alcuni membri di alto profilo dell'establishment belga, tra cui la regina Elisabetta ed il cardinale van Roey, arcivescovo di Malines, si espressero contro il trattamento tedesco degli ebrei. Finora, 1.612 belgi hanno ricevuto l'onorificenza di "Giusti tra le nazioni" dallo Stato di Israele per aver rischiato la vita per salvare gli ebrei dalla persecuzione durante l'occupazione.
Tuttavia, i civili belgi furono spesso soggetti a ritorsioni da parte dei paramilitari e delle forze tedesche per attività di resistenza. Nell'agosto 1944, 20 civili vennero uccisi dai paramilitari rexisti in rappresaglia per un singolo attacco a un politico rexista nel massacro di Courcelles.

### L'olocausto

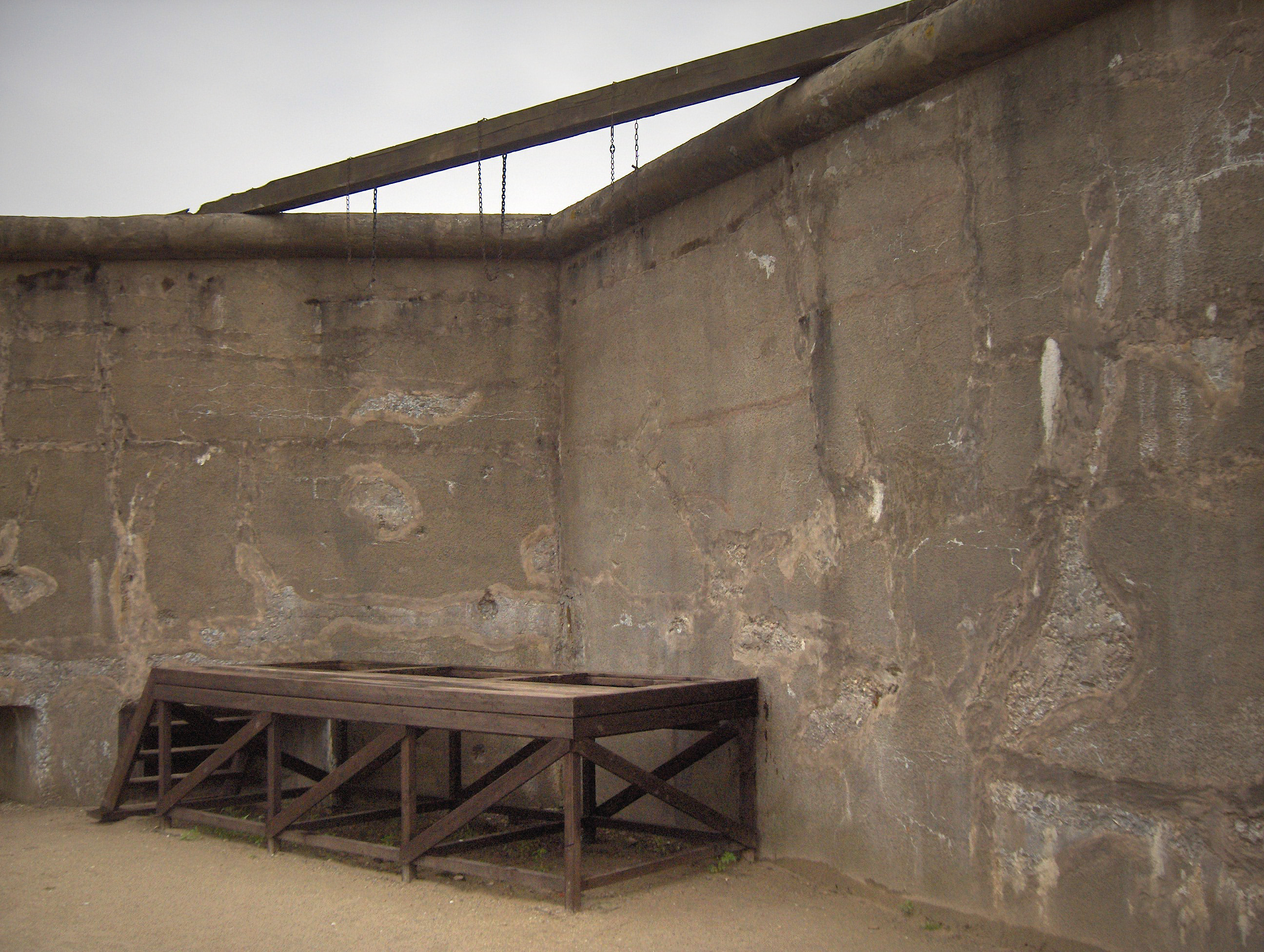
Il patibolo al campo di concentramento di Breendonk, vicino a Mechelen.

A metà del 1940, quasi 57.000 ebrei vivevano in Belgio su una popolazione di circa 8 milioni. Molti erano fuggiti in Belgio per sfuggire alle recenti persecuzioni in Germania e altrove, il che significa che solo una minoranza erano cittadini belgi. La maggior parte della popolazione ebraica era concentrata nelle comunità delle città di Bruxelles e Anversa.
La legislazione antiebraica (sulla falsariga delle leggi di Norimberga tedesche o delle leggi razziali francesi) venne emanata nell'ottobre 1940, pochi mesi dopo l'occupazione. Diversi pogrom ebbero luogo nel 1941, in particolare ad Anversa, e i beni economici appartenenti agli ebrei vennero sequestrati. Nel maggio 1942, l'uso del distintivo giallo della Stella di David divenne obbligatorio per gli ebrei in Belgio.
Dal giugno 1942, come parte della "Soluzione finale", agli ebrei che vivevano in Belgio venne ordinato di presentarsi al campo di transito di Mechelen. Coloro che non lo fecero volontariamente vennero arrestati dalla polizia. Tra l'agosto 1942 e il luglio 1944, un totale di ventisei convogli ferroviari deportarono 25.000 ebrei e 350 rom dal Belgio verso l'Europa orientale. La maggior parte venne inviata al campo di sterminio di Auschwitz, anche se altri andarono nei campi di Bergen-Belsen e Vittel.
Dei 25.000 deportati, oltre 24.000 furono uccisi. Meno di 1.000 erano ancora vivi quando le forze alleate liberarono i campi.
L'ex forte a Breendonk dell'esercito belga, vicino a Mechelen, venne requisito dai nazisti e utilizzato per la detenzione e l'interrogatorio di ebrei, prigionieri politici e membri della resistenza catturati. Delle 3.500 persone incarcerate a Breendonk tra il 1940 e il 1944, 1.733 morirono. 300 persone vennero uccise nel campo stesso, di cui almeno 98 sono morte per privazione o tortura.

## ll governo e l'esercito belga in esilio

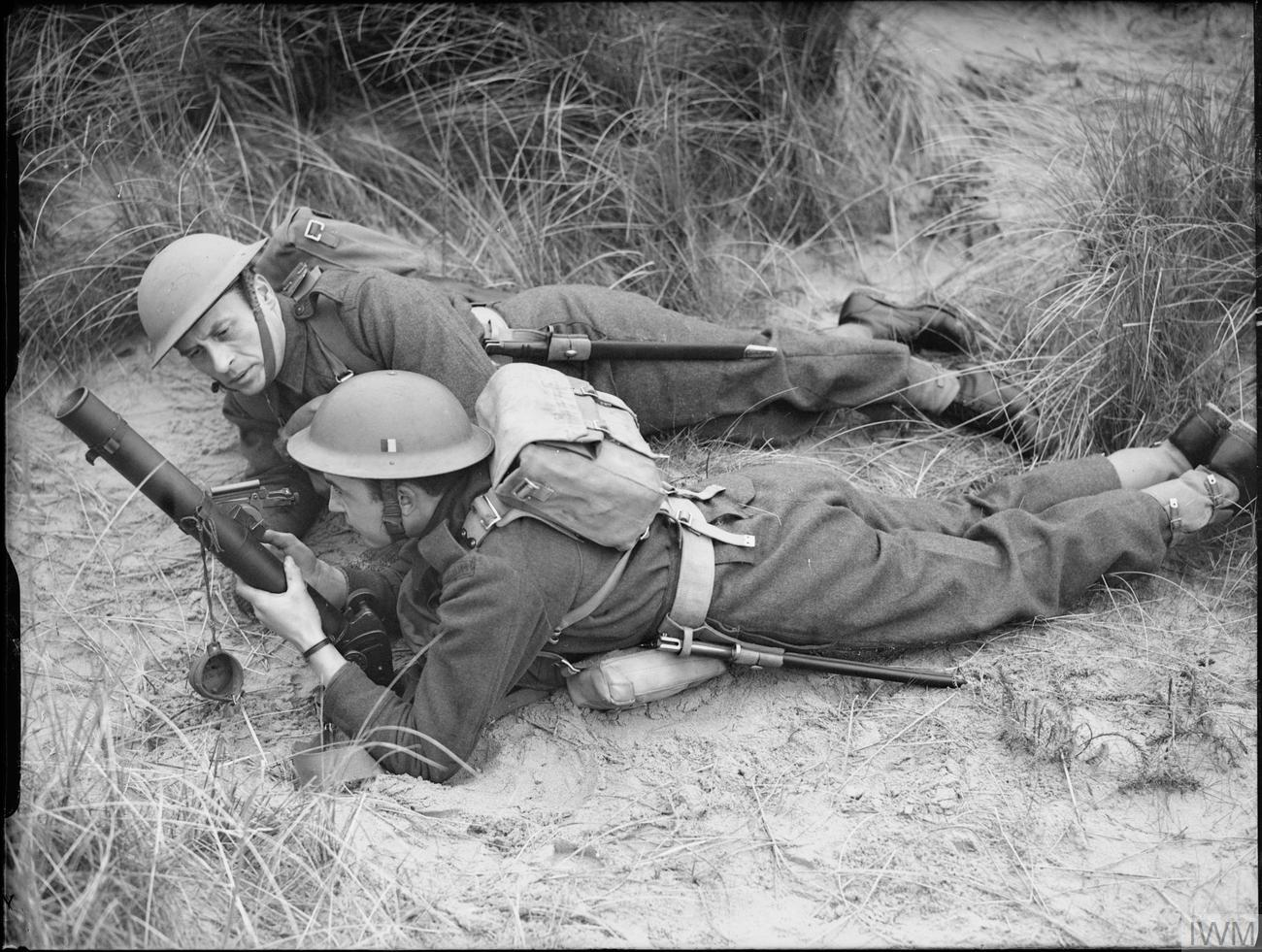
Soldati belgi liberi sparano con un mortaio durante un'esercitazione nel Galles, 1941.

Dopo la sconfitta nel 1940, un numero significativo di soldati e civili belgi fuggì in Gran Bretagna che, insieme agli emigrati belgi prebellici in Gran Bretagna e Canada, formarono le forze belghe in esilio. Il governo belga, compresi i ministri cattolici, socialisti e liberali sotto Hubert Pierlot, evacuò a Londra insieme ad altri governi dei paesi occupati (inclusi i Paesi Bassi ed il Lussemburgo) dove rimase fino alla liberazione del Belgio nel 1944.
Il governo in esilio rivendicò l'autorità di parlare per tutto il Belgio, portando il ministro degli Affari esteri, Paul-Henri Spaak, a commentare che "tutto ciò che rimane del Belgio legale e libero, tutto ciò che ha diritto di parlare a suo nome, è a Londra". Un politico belga, Victor de Laveleye, è anche accreditato come ispiratore della campagna propagandistica degli Alleati V for Victory nel 1941. Il governo belga in esilio dichiarò guerra all'Impero del Giappone il 20 dicembre 1941.
In una trasmissione alla radio francese, Pierlot ha chiesto la creazione di un esercito in esilio per continuare la lotta:
(Pierlot, Discorso alla Radio francese, 28 maggio 1940)

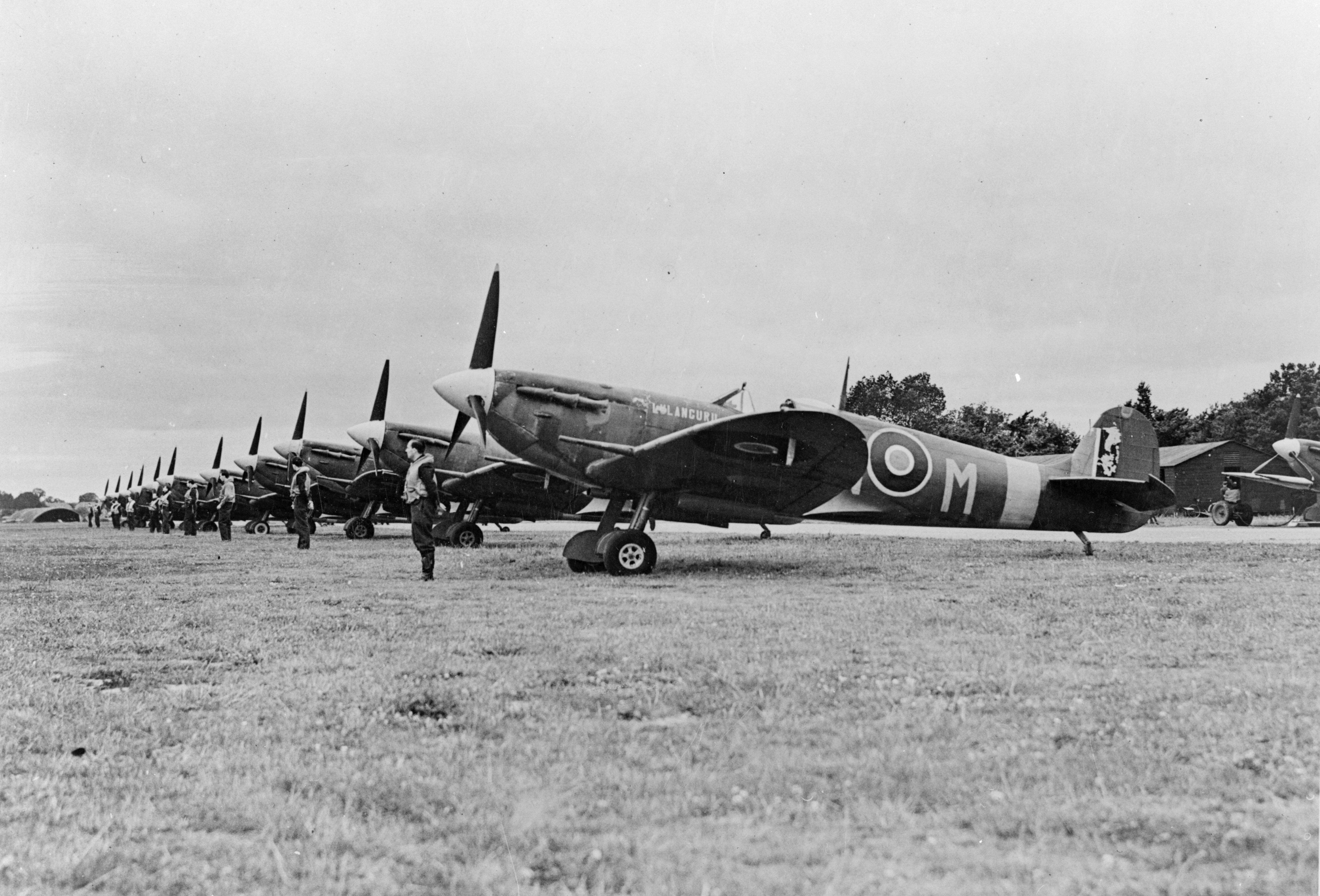
Spitfire del No. 350 (Belgian) Squadron a RAF Kenley in Inghilterra, 1942.

Nel 1944, le forze belghe libere nel Regno Unito contavano circa 4.500 uomini. I soldati belgi formarono la 1ª Brigata fanteria belga (che comprendeva anche una batteria di artiglieria di soldati del Lussemburgo), più spesso nota come Brigata Piron dal nome del suo comandante, Jean-Baptiste Piron. La Brigata Piron venne coinvolta nell'invasione della Normandia e nelle battaglie in Francia e nei Paesi Bassi fino alla liberazione.
I belgi prestarono servizio anche nelle unità delle forze speciali britanniche durante la guerra, formando una truppa di No.10 (Inter-Allied) Commando, coinvolta nella Campagna d'Italia e negli sbarchi su Walcheren. Il 5th Special Air Service (parte dell'élite SAS) era composto interamente da belgi e fu la prima unità alleata ad entrare in Belgio nel settembre 1944.
400 piloti belgi prestarono servizio nella Royal Air Force. Due unità di caccia interamente belghe, il 349 ed il 350º Squadrone, servirono nel teatro europeo. Il solo squadrone n. 350 rivendicò 51 "uccisioni" tra la sua formazione nel novembre 1941 e la fine della guerra. In totale, 1.200 belgi prestarono servizio nella RAF, principalmente in squadroni britannici o olandesi liberi.
Anche due corvette e un gruppo di dragamine vennero utilizzate dai belgi durante la Battaglia dell'Atlantico. Nel 1943, 350 belgi prestavano servizio come marinai su queste navi.

## Congo belga

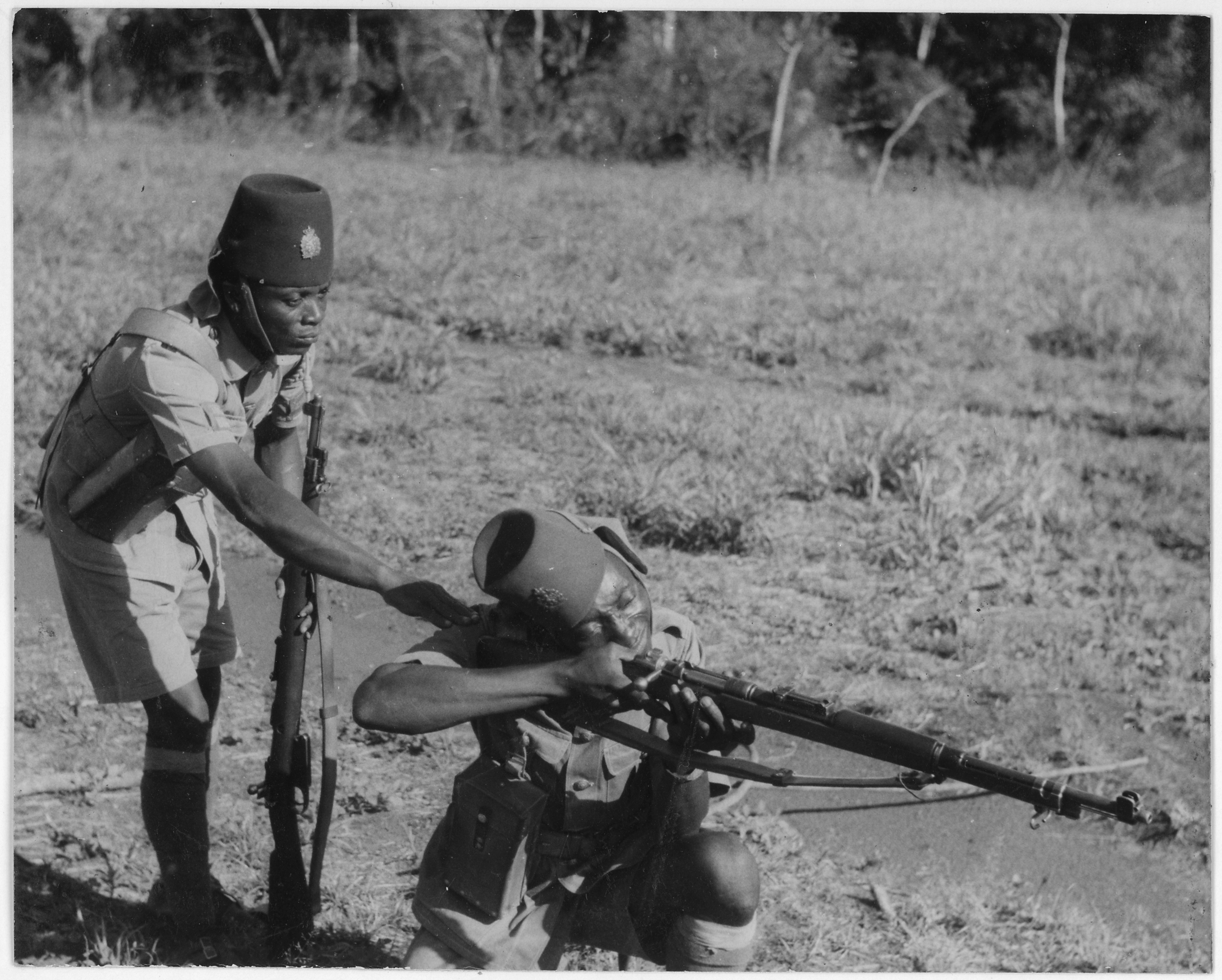
Soldati belgo-congolesi della Force Publique, 1943.

Nonostante l'occupazione del Belgio, il Congo belga rimase fedele al governo in esilio e venne messo a disposizione degli Alleati, dando un contributo significativo allo sforzo bellico alleato.
I soldati congolesi della Force Publique vennero coinvolti nei combattimenti con le forze italiane durante la Campagna dell'Africa orientale e furono determinanti per costringere le forze italiane a lasciare l'Abissinia, subendo 500 vittime. 13.000 soldati congolesi prestarono servizio sotto il comando britannico in Nigeria. Distaccamenti di soldati congolesi prestarono servizio anche nel Medio Oriente ed in Birmania. In totale, la Force Publique comprendeva circa 40.000 uomini ed era segregata razzialmente, il che significa che i neri non potevano diventare ufficiali. Durante tutta la guerra, quindi, venne comandata da ufficiali bianchi.
Due volte, nel 1941 e nel 1944, si svolsero grandi scioperi nelle città di tutto il paese contro l'ulteriore pressione esercitata sui lavoratori dalle autorità coloniali. Anche la guarnigione della Force Publique a Luluabourg si ammutinò nel 1944. Questi vennero repressi con la forza militare, spesso violentemente.
Il Congo era anche una risorsa economica di vitale importanza per le potenze alleate. Il solo oro del Congo contribuì allo sforzo bellico alleato per circa $28,5 milioni, mentre le sue esportazioni di gomma e uranio fornivano fonti vitali di materie prime. La maggior parte dell'uranio usato durante il Progetto Manhattan americano – incluso quello usato per le armi nucleari sganciate sulle città giapponesi di Hiroshima e Nagasaki – venne fornita dalla ditta belga Union Minière du Haut Katanga della Provincia del Katanga nel Congo belga.

## La liberazione

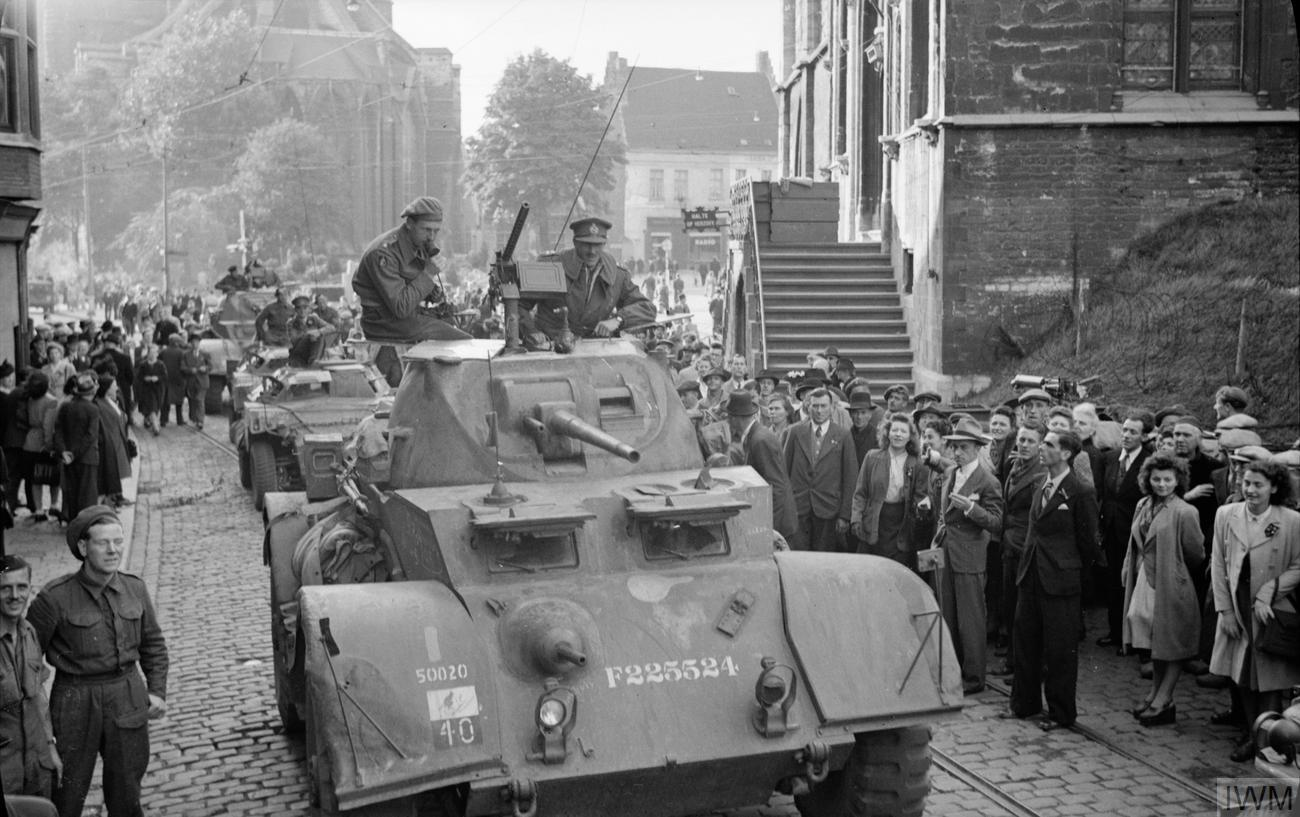
Autoblindo britanniche durante la liberazione di Gand, 8 settembre 1944.

Il Belgio venne liberato nel settembre 1944 dalle forze alleate, incluse le armate britannica, canadese ed americana, che comprendevano anche la Brigata Piron. Il 3 settembre 1944, le Welsh Guards liberarono Bruxelles. Subito dopo la liberazione, gli abitanti del distretto di Marolles tennero un finto funerale per Hitler.
Il porto di Anversa era un obiettivo strategico importante perché le linee di rifornimento alleate erano molto allungate e necessitavano di un porto in acque profonde vicino alle linee del fronte. La 2ª Armata britannica liberò Anversa il 6 settembre, con l'aiuto della resistenza locale. Nonostante avesse preso il controllo della città, il porto non era accessibile fino a quando le acque circostanti non erano sicure per le navi mercantili. I tedeschi negarono con successo l'accesso al porto fino al completamento della battaglia della Schelda a novembre.
Il fratello di Leopoldo III, Carlo, conte delle Fiandre, venne nominato reggente, in attesa di decidere se il re sarebbe stato in grado di riconquistare la sua precedente posizione sul trono. Nel febbraio 1945, Achille Van Acker sostituì Pierlot come primo ministro. La resistenza venne disarmata e molti dei suoi membri ed altri belgi che erano rimasti nel paese durante l'occupazione vennero mobilitati nell'esercito belga regolare nel 57 "battaglioni di fucilieri". Questi battaglioni prestarono servizio in diverse battaglie sul fronte occidentale. 100.000 belgi combattevano nelle armate alleate entro il VE Day.
La 1ª Armata statunitense liberò la regione a sud di Bruxelles e Maastricht all'inizio di settembre 1944. Mentre due corpi d'armata della 1ª Armata erano concentrati altrove, l'VIII Corpo d'armata occupò un lungo tratto del fronte dall'area a sud di Liegi, attraverso le Ardenne e nel Lussemburgo. La lunghezza dello schieramento fece sì che la linea del fronte del corpo d'armata fosse solo leggermente difesa, lasciandola vulnerabile.

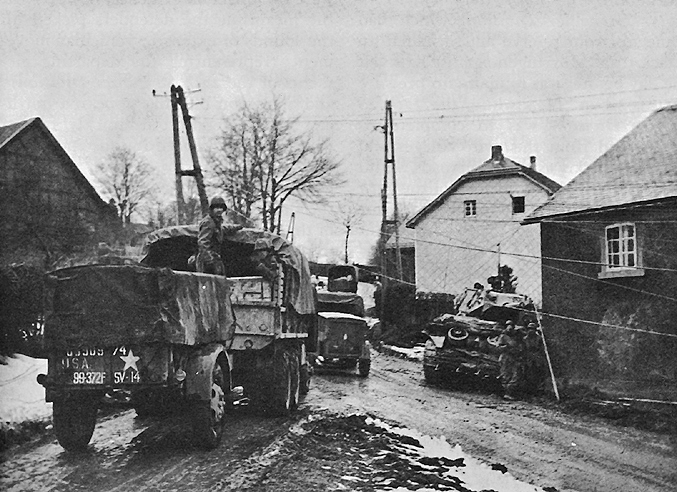
I soldati americani della 99th Infantry Division entrano nel villaggio belga di Wirtzfeld, alla fine del 1944.

Dopo alcuni mesi di relativa calma in Belgio, il 16 dicembre 1944 i tedeschi lanciarono l'offensiva delle Ardenne con oltre un quarto di milione di soldati. Anversa era l'obiettivo finale dell'offensiva tedesca, ma l'avanzata tedesca si fermò prima della Mosa, a Celles vicino a Dinant, e venne respinta in furibondi combattimenti per un periodo di sei settimane in un clima estremamente freddo dalle truppe americane, britanniche e belghe. Le città e i civili belgi nelle Ardenne soffrirono durante l'offensiva: le case vennero ridotte in rovina e ci furono casi in cui le truppe tedesche spararono sui civili. Circa il 90% della città di La Roche-en-Ardenne venne distrutta durante i combattimenti. Entro il 4 febbraio 1945, il paese venne dichiarato libero dalle truppe tedesche.
Nei sei mesi successivi alla liberazione alleata, le città belghe furono ampiamente prese di mira dalle bombe V tedesche senza pilota. Un totale di 2.342 di questi razzi (1610 dei più avanzati V-2 e circa 732 V-1) cadde in un raggio di 10 miglia intorno alla sola Anversa. Un rapporto dello SHAEF del dopoguerra stimava che le bombe V fossero state responsabili dell'uccisione di 5.000 persone e il ferimento di altre 21.000, principalmente nelle città di Liegi e Anversa.
Il periodo successivo alla liberazione vide anche un'ondata di procedimenti giudiziari contro coloro sospettati di collaborazionismo durante la guerra. 400.000 belgi vennero indagati per collaborazionismo, di cui 56.000 vennero processati. Quasi 250 vennero giustiziati. Léon Degrelle, nonostante fosse stato condannato a morte, riuscì a fuggire nella Spagna franchista, dove rimase fino alla sua morte nel 1994.

## Conseguenze

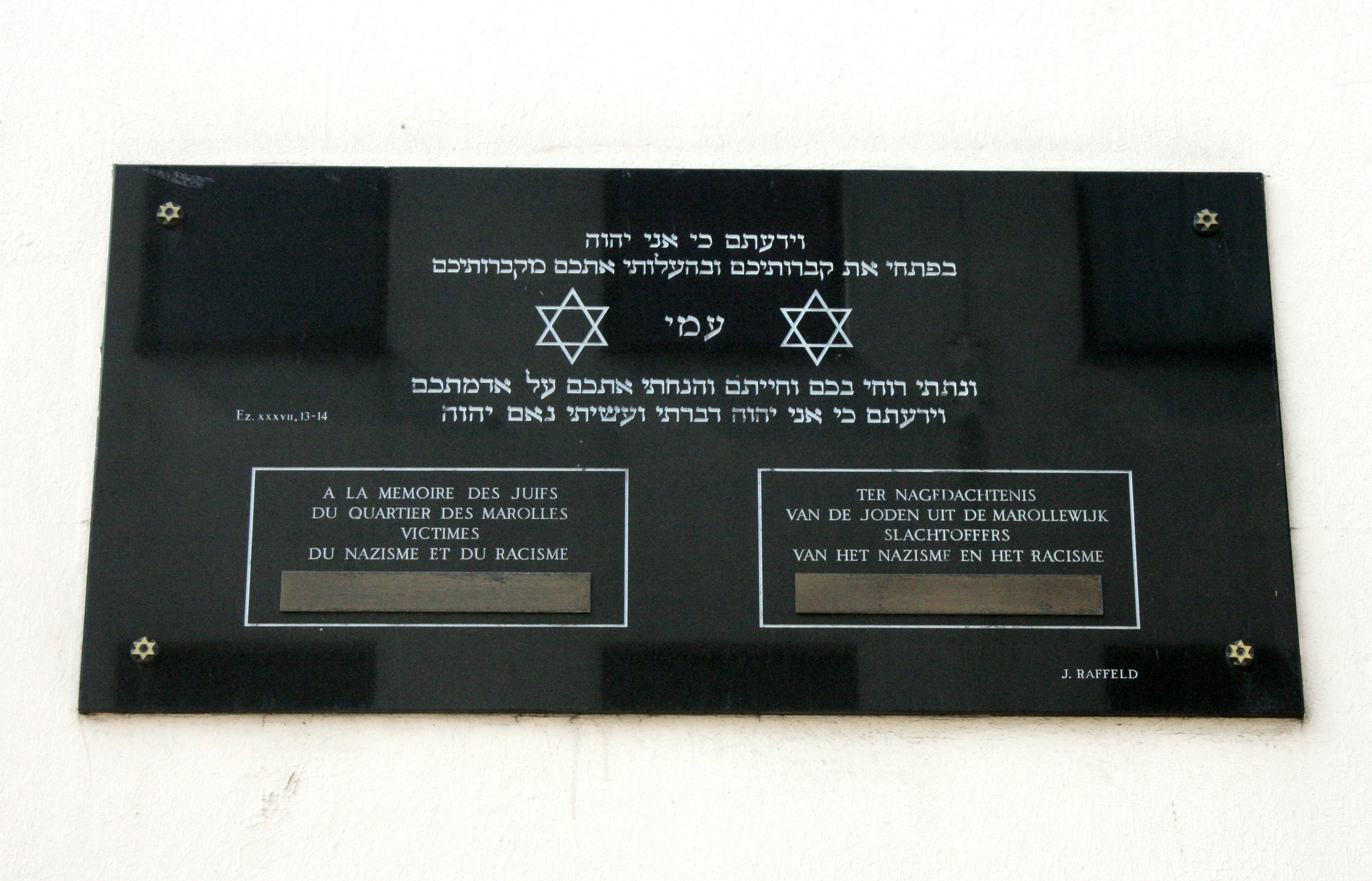
Targa commemorativa delle vittime belghe dell'Olocausto nell'area Marolles di Bruxelles.

Dopo l'esperienza della seconda guerra mondiale, il Belgio abbandonò la sua posizione neutrale nella politica internazionale, a favore dell'integrazione militare, politica ed economica. Nel 1949, il Belgio si unì all'Organizzazione del Trattato del Nord Atlantico e schierò truppe per combattere al fianco di altre forze delle Nazioni Unite nella guerra di Corea nel 1950. Il Belgio fu anche un attore chiave nei negoziati infruttuosi sulla creazione di una Comunità europea di difesa (CED) negli anni '50. Al Belgio venne assegnato un settore della Zona britannica nella Germania occidentale, intorno alla città di Colonia, che occupò dal 1945. I soldati belgi rimasero in Germania fino al loro ritiro definitivo nel 2002.
Dal punto di vista economico, il Belgio entrò a far parte dell'Unione economica del Benelux nel 1948 e fu membro fondatore della Comunità europea del carbone e dell'acciaio dalla sua creazione nel 1952. Dal 1944 fino al 1960, il Belgio visse anche un periodo di rapida ripresa economica, soprannominato "Miracolo belga", in parte a seguito del Piano Marshall.
La crisi politica che circondava il ruolo di Leopoldo III durante l'occupazione, e se potesse tornare al trono, polarizzò l'opinione pubblica belga negli anni successivi alla guerra tra i cattolici, in particolare nelle Fiandre, che sostennero ampiamente il suo ritorno, ed i socialisti, in Vallonia e Bruxelles, che si opposero fortemente. Dopo uno sciopero generale e un referendum indeciso, il re si dimise in favore di suo figlio, Baldovino, nel 1950.

### Commemorazione
Nei decenni successivi alla guerra, un gran numero di memoriali pubblici vennero eretti in tutto il paese in memoria dei soldati belgi che erano morti combattendo per la causa alleata durante il conflitto. Numerosi sono i monumenti e le strade dedicate a politici e generali alleati, tra cui Franklin Roosevelt e Bernard Montgomery a Bruxelles. Il gran numero di cimiteri e monumenti commemorativi britannici e americani, in particolare nella regione delle Ardenne associata alla battaglia delle Ardenne, significava che l'eredità della guerra era molto visibile.
In comune con altri paesi, esistono numerose associazioni di veterani (conosciute come "Fraternelle" o "Amicale" in francese) e città belghe, in particolare Bastogne, sono frequentemente visitate da veterani di altri paesi. Numerosi sono anche i musei della guerra in tutto il paese, tra cui il Museo reale dell'esercito e della storia militare a Bruxelles, che ha lo scopo d'informare il pubblico sulla guerra. In Belgio si commemora l'Olocausto sia da memoriali che da musei; la prigione di Fort Breendonk è stata conservata come museo ed è aperta al pubblico dal 1947. Dall'approvazione della legge sulla negazione dell'Olocausto nel 1995, è illegale negare l'olocausto.
La partecipazione dei soldati del Congo Belga è stata, invece, ampiamente dimenticata dopo l'indipendenza congolese nel 1960 e nei decenni di guerra successiva. Negli ultimi anni il profilo dei veterani è stato innalzato da mostre che hanno creato una maggiore consapevolezza del pubblico.

### Annotazioni
1. ↑  16 carri armati del tipo francese Renault ACG-1 erano in servizio nel 1940, oltre ad altri 270 veicoli corazzati, per lo più i leggermente corazzati Type T-13 e T-15.
2. ↑  Il numero fornito dal Museum van Deportatie en Verzet indica il numero a 20.000 ebrei, di cui 3.000 bambini. La storica Eva Fogelman fornisce una cifra di 20.000 adulti e 8.000 bambini nascosti.
3. ↑  Per una mappa di tutti i memoriali della Seconda Guerra Mondiale in Bruxelles, vedi  Brussels Remembers, su brusselsremembers.co.uk. URL consultato il 28 maggio 2013 (archiviato dall'url originale il 15 maggio 2013).

### Fonti
1. ↑   Grzegorz Frumkin, Population Changes in Europe Since 1939, Ginevra, A.M. Kelley, 1951.
2. 1 2 3   Belgium after World War II, in Encyclopædia Britannica.
3. 1 2   Belgium 1929–1940 – Economic Policy, su zum.de, Storia mondiale alla KMLA. URL consultato il 31 dicembre 2012.
4. ↑   Willy Schuermans, Memo 6: Nieuwste Tijden, 20ste – 21ste eeuw, Anversa, de Boeck, 2006,  pp. 42-47, ISBN 978-90-455-1501-4.
5. ↑   Belgium 1929–1940 – Domestic Policy, su zum.de, Storia mondiale alla KMLA. URL consultato il 31 dicembre 2012.
6. ↑   Giovanni F. di Muro, Léon Degrelle et l'aventure rexiste, Bruxelles, Éd. Luc Pire, 2005,  pp. 151-3, ISBN 2-87415-519-5.
7. ↑   Ken Polsson, October 1936, su 2timeline.info. URL consultato il 31 dicembre 2012 (archiviato dall'url originale il 29 gennaio 2013).
8. ↑   Belgium 1929–1940 – Foreign Policy, su zum.de, Storia mondiale alla KMLA. URL consultato il 31 dicembre 2012.
9. ↑   Ufficio del Capo del Consiglio degli Stati Uniti per il perseguimento della criminalità dell'Asse, Aggression Against Belgium, The Netherlands, and Luxembourgh (PDF), in Nazi Conspiracy and Aggression, I, Washington, DC, Ufficio stampa del governo degli Stati Uniti, 1946,  p. 762.
10. ↑   Winston Churchill, Germany's Arms: Dutch and Belgian Policies, in Sydney Morning Herald, 25 maggio 1937. URL consultato il 31 dicembre 2012.
11. ↑   Brian Bond, Britain, France, and Belgium, 1939–1940, 2ª ed., Londra, Brassey's Riverside, 1990,  p. 24, ISBN 0-08-037700-9.
12. ↑   Bernard Vanden Bloock, Belgian Fortifications, May 1940: KW Line (60 km), su niehorster.orbat.com. URL consultato il 26 febbraio 2013.
13. ↑   Francis Balace, L'Armée Belge à l'Aube du Conflit: Nous Avions une Armée de Reservists, Un Belge sur Douze était Mobilisé, in Le Soir, 10 maggio 1990. URL consultato il 15 maggio 2013.
14. ↑   Michel Bailly, Forces et faiblesses de l'armée belge en 1940 à la veille de la guerre, in Le Soir, 2 febbraio 1990. URL consultato il 17 gennaio 2013.
15. ↑   Nigel Thomas, Foreign Volunteers of the Allied Forces: 1939–45, Londra, Osprey, 1991,  p. 15, ISBN 978-1-85532-136-6.
16. ↑   Autori vari, Belgium: The Official Account of What Happened, 1939–40, Londra, Ministero degli Affari Esteri belga, 1941,  p. 99.
17. ↑   James Lucas, Storming Eagles: German Airborne Forces in World War Two, Londra, Arms and Armour, 1988,  pp. 21–22, ISBN 0-85368-879-6.
18. 1 2 3   Andrew Mollo, The Armed Forces of World War II: Uniforms, Insignia & Organisation, Leicester, Silverdale Books, 2001,  pp. 48–50, ISBN 1-85605-603-1.
19. ↑   Koningshooikt Wavre Line (linea KW), su globalsecurity.org. URL consultato il 27 febbraio 2013.
20. ↑   11 May 1940: Belgian Refugees Clog the Roads, su World War II Today. URL consultato il 23 maggio 2013 (archiviato dall'url originale il 15 aprile 2021).
21. ↑   On the Run: the Chaotic Days of May 1940, su Project 1944. URL consultato il 23 maggio 2013 (archiviato dall'url originale il 6 giugno 2019).
22. ↑   The Campaign of the Belgian army in May 1940, su home.scarlet.be/vdmeiren. URL consultato il 17 gennaio 2013 (archiviato dall'url originale il 29 ottobre 2013).
23. ↑   Autori vari, Belgium: The Official Account of What Happened, 1939–40, London, Belgian Ministry of Foreign Affairs, 1941,  pp. 41-5.
24. ↑   John Keegan, The Second World War, New York, Penguin Books, 1989,  p. 96, ISBN 0-14-303573-8.
25. 1 2   Belgium, Army, su ABC-CLIO. URL consultato il 17 gennaio 2013.
26. ↑   Swanston, Alexander e Swanston, Malcolm, The Historical Atlas of World War II, Londra, Cartographica, 2007,  p. 61, ISBN 978-1-84573-240-0.
27. 1 2 3   Les prisonniers de guerre belges, su gege6220.skyrock.com, 7 maggio 2006. URL consultato il 17 gennaio 2013 (archiviato dall'url originale il 18 aprile 2021).
28. ↑   William L. Shirer, Storia del Terzo Reich, Rev., New York [u.a.], Simon & Schuster, 1990,  p. 729, ISBN 0-671-72868-7.
29. ↑   Eliezer Yapou, Belgium: Disintegration and Resurrection, in Governments in Exile, 1939–1945, Gerusalemme, 2006.
30. 1 2 3 4 5   Richard M. Langworth, Feeding the Crocodile: Was Leopold Guilty?, su winstonchurchill.org, Churchill Centre. URL consultato il 17 gennaio 2013 (archiviato dall'url originale il 21 maggio 2013).
31. ↑   The Belgian "Royal Question": the Abdication Crisis of King Leopold III, su The Royal Articles. URL consultato il 21 aprile 2013.
32. ↑   Alan Palmer, The Penguin Dictionary of Twentieth -Century History 1900–1991, 4t, Londra, Penguin, 1992,  p. 42, ISBN 0-14-051264-0.
33. ↑   Andrew Schloss, Obituary for the Belgian Franc: Belgium's Post-War Political Landscape Reflected Through its Coinage, in ANS Magazine, vol. 3, n. 2, estate 2004. URL consultato il 18 gennaio 2013 (archiviato dall'url originale il 14 agosto 2012).
34. ↑   Tinou Dutry-Soinne, Les Méconnus de Londres: Journal de Guerre d'une Belge, 1940–1945, vol. 1, Bruxelles, Racine, 2006,  p. 121, ISBN 2-87386-483-4.
35. 1 2   Leopold III, in Encyclopædia Britannica, 2009.
36. ↑   Jay Howard Geller, The Role of Military Administration in German-occupied Belgium, 1940–1944, in Journal of Military History, vol. 63, n. 1, gennaio 1999,  pp. 99-125, DOI:10.2307/120335, JSTOR 120335.
37. ↑   Ufficio del Capo del Consiglio degli Stati Uniti per il perseguimento della criminalità dell'Asse, Germanization and Spoliation §4. The Western Occupied Countries (PDF), in Nazi Conspiracy and Aggression, I, Washington, DC, Ufficio stampa del governo degli Stati Uniti, 1946,  p. 1064.
38. ↑   Ufficio del Capo del Consiglio degli Stati Uniti per il perseguimento della criminalità dell'Asse, Germanization and Spoliation §4. The Western Occupied Countries (PDF), in Nazi Conspiracy and Aggression, I, Washington, DC, Ufficio stampa del governo degli Stati Uniti, 1946,  p. 1054.
39. ↑   Guillaume; Struye, Paul Jacquemyns, La Belgique sous l'occupation allemande: 1940–1944, Bruxelles, Éd. Complexe, 2002,  p. 307, ISBN 2-87027-940-X.
40. ↑   Patrick Nefors, La collaboration industrielle en Belgique, 1940–1945, Bruxelles, Racine, 2006,  pp. 256-257, ISBN 2-87386-479-6.
41. ↑   The Press under German Censorship during the Second World War, su The Belgian War Press, CEGES-SOMA. URL consultato il 9 febbraio 2013.
42. ↑   La Libre Belgique, su The Belgian War Press, CEGES-SOMA. URL consultato il 9 febbraio 2013.
43. 1 2   April 5, 1943: Belgium tragedy in USAAF daylight bombing raid, su Ww2today.com. URL consultato il 15 aprile 2013 (archiviato dall'url originale il 17 aprile 2021).
44. ↑   "Stop Bombing Us": Primate's appeal to Allies reported on Belgian Radio, in Catholic Herald, 26 maggio 1944. URL consultato il 15 aprile 2013.
45. ↑   Chiari, Bernhard e Echternkamp, Jörg, Das Deutsche Reich und der Zweite Weltkrieg, vol. 10, n. 2, Monaco di Baviera, Deutsche Verlags-Anstalt, 2010,  p. 669, ISBN 978-3-421-06528-5.
46. ↑   Freiwillige Zwangsarbeit? Die Expansion nach Westen, su bundesarchiv.de, Archivio federale tedesco. URL consultato il 23 maggio 2013.
47. ↑   Les prisonniers de guerre (1e partie: 1940), su cheratte.net. URL consultato il 17 gennaio 2013.
48. 1 2   Els Witte, Jan Craeybeckx e Alain Meynen, Political History of Belgium: From 1830 Onwards, Asp, 2010,  pp. 203-4, ISBN 978-90-5487-517-8.
49. ↑   Giovanni F. di Muro, Léon Degrelle et l'aventure rexiste, Bruxelles, Ed. Luc Pire, 2005,  p. 45, ISBN 2-87415-519-5.
50. ↑   Coree Brown, Federalism as Fuel for National Conflict: Belgium's Political Evolution and Its Consequences, Università Jagellona, gennaio 2008,  p. 68. URL consultato il 4 marzo 2013.
51. ↑  Van Doorslaer, 2007.
52. 1 2 3  Il rapporto "La Belgique docile" riassunto in  Ruben Baes, 'La Belgique docile': Les autorités belges et la persécution des Juifs, su cegesoma.be, CEGES -SOMA. URL consultato il 18 gennaio 2013 (archiviato dall'url originale il 28 settembre 2011).
53. ↑   Kenneth W. Estes, A European Anabasis: Western European Volunteers in the German Army and SS, 1940–1945, Columbia, Project Gutenberg, 2007, ISBN 978-0-231-13030-1.
54. ↑   Douglas E. Nash, Hell's Gate: the Battle of the Cherkassy Pocket, January–February 1944, 3ª ed., Stamford, CT, RZM Imports, 2009,  p. 27, ISBN 978-0-9657584-3-7.
55. 1 2 3 4   Bruno Waterfield, Nazi hunters call on Belgium's justice minister to be sacked, in The Telegraph, 17 maggio 2011. URL consultato il 26 febbraio 2013 (archiviato dall'url originale il 6 dicembre 2013).
56. 1 2 3   Martin Conway, The Sorrows of Belgium: Liberation and Political Reconstruction, 1944–1947, Oxford, Oxford University Press, 12 gennaio 2012,  pp. 21-23, ISBN 978-0-19-969434-1.
57. 1 2   Bob Moore (a cura di), Resistance in Western Europe, 1ª ed., Oxford, Berg, 2000,  p. 35, ISBN 1-85973-274-7.
58. ↑   John Clinch, Comète Line, in Escape Line Research and Remembrance, 2004. URL consultato il 16 ottobre 2010.
59. ↑   A Brief History of Belgian Resistance, su Groupe G - WWII Living History. URL consultato il 26 dicembre 2012 (archiviato dall'url originale il 29 ottobre 2013).
60. ↑   Smith, Howard K., Last Train from Berlin, Knopf, 1942,  p. 317.
61. ↑   Museum van Deportatie en Verzet, su cicb.be. URL consultato il 3 novembre 2012 (archiviato dall'url originale il 26 febbraio 2011).
62. ↑   Lieven Saerens, The Attitudes of the Belgian Roman Catholic Clergy towards Jews prior to the Occupation, in Dan Michman (a cura di), Belgium and the Holocaust: Jews, Belgians, Germans, 2ª ed., Gerusalemme, Yad Vashem, 1998,  p. 156, ISBN 965-308-068-7.
63. ↑   The "Righteous Among the Nations" ceremony in the presence of President Shimon Peres, Prince Philippe and Minister Didier Reynders, in Ambasciata del Belgio in Irlanda, 5 marzo 2013. URL consultato il 4 aprile 2013 (archiviato dall'url originale il 29 ottobre 2013).
64. ↑   Flore Plisnier, L 'ordre nouveau et le rexisme dans la région de Charleroi, in Société Royale d'Archéologie, d'Histoire et de Paléontologie de Charleroi, vol. 64, 2009,  pp. 201-202.
65. 1 2 3 4 5 6 7 8   Belgium, in European Holocaust Research Infrastructure Project. URL consultato il 4 aprile 2013 (archiviato dall'url originale il 21 settembre 2013).
66. ↑   Report: Belgium Collaborated With Nazis in Deporting Jews, in Deutsche Welle, 14 febbraio 2007. URL consultato il 15 aprile 2013.
67. ↑   Chuck Ferree, L'Holocauste en Belgique, su jewishgen.org, Jewish Gen. URL consultato il 27 febbraio 2013.
68. ↑   Holocaust, su Kazerne Dossin – Memorial. URL consultato il 15 aprile 2013 (archiviato dall'url originale il 29 ottobre 2013).
69. ↑   Breendonk, Le Mémorial ne changera pas de nom, in Le Soir, 6 dicembre 2007. URL consultato il 26 febbraio 2013.
70. ↑   Olivier Van der Wilt, Europäische Perspektiven der Gedenkstättenpädagogik, su eu-tagung-osthofen.eu. URL consultato il 3 novembre 2012 (archiviato dall'url originale il 21 novembre 2009).
71. ↑   Olivier Van der Wilt, Le projet pédagogique du Mémorial National du Fort de Breendonk,  p. 1.
72. ↑   Units of the Belgian armed forces in the United Kingdom 1940–1945, su be4046.eu. URL consultato il 27 febbraio 2013.
73. ↑   Why Belgium Fights On: Civilisation will Perish if Nazis Win, in The Mercury, 13 marzo 1941. URL consultato il 7 maggio 2013.
74. ↑   Guillaume Jacquemyns e Struye, Paul, La Belgique sous l'occupation allemande: 1940–1944, Bruxelles, Éd. Complexe, 2002,  p. 113, ISBN 2-87027-940-X.
75. ↑   Richard Doody, Chronology of World War II Diplomacy 1939-1945, su WorldAtWar.net. URL consultato il 22 febbraio 2022.
76. ↑   Gerard, Emmanuel e Van Nieuwenhuyse, Karel (a cura di), Scripta Politica: Politieke Geschiedenis van België in Documenten, 1918–2008, 2ª ed., Leuven, Acco, 2010,  pp. 164-5, ISBN 978-90-334-8039-3.
77. ↑   Grande-Bretagne, refuge des démocraties, su KLM-MRA. URL consultato il 5 maggio 2013 (archiviato dall'url originale il 22 aprile 2007).
78. ↑   Hubert Baete (a cura di), Belgian Forces in United Kingdom, Ostenda, Difesa, 1994,  pp. 31-7.
79. ↑   Hubert Baete (a cura di), Belgian Forces in United Kingdom, Ostenda, Defence, 1994,  p. 87.
80. ↑   Hubert Baete (a cura di), Belgian Forces nel Regno Unito, Ostenda, Defence, 1994,  pp. 147-51.
81. ↑   J. Lee Ready, Forgotten Allies: The Military Contribution of the Colonies, Exiled Governments, and Lesser Powers to the Allied Victory in World War II, Jefferson, N.C. u.a., McFarland, 1985,  p. 254, ISBN 978-0-89950-129-1.
82. 1 2   Nigel Thomas, Foreign Volunteers of the Allied Forces: 1939–45, Londra, Osprey, 1991,  p. 17, ISBN 978-1-85532-136-6.
83. ↑   Robert W. Allen, Churchill's Guests: Britain and the Belgian Exiles during World War II, Westport, CT, Praeger Publishers, 2003,  pp. 83-90, ISBN 978-0-313-32218-1.
84. ↑   Christian Laporte, La Force publique, une saga belge et – sur tout – congolaise, in La Libre Belgique, 17 giugno 2010. URL consultato il 27 febbraio 2013.
85. 1 2 3   David Killingray, Fighting for Britain: African Soldiers in the Second World War, Londra, James Currey Ltd, 2012,  p. 7, ISBN 978-1-84701-047-6.
86. ↑   Timothy C. Dowling (a cura di), Personal Perspectives: World War II, vol. 2, Oxford, ABC-CLIO, 2005,  p. 149, ISBN 1-85109-575-6.
87. ↑   Jean-Claude Willame, Patrimonialism and political change in the Congo, Stanford, Stanford U.P., 1972,  p. 62, ISBN 0-8047-0793-6.
88. ↑   Baudouin Mwamba Mputu, IV: Mutinerie de Luluabourg de 1944, in Le Congo-Kasaï ( 1865–1950): De l'exploration allemande à la consécration de Luluabourg, Parigi, L'Harmattan, 2011.
89. ↑   C. Wondji (a cura di), Africa since 1935 (vol.8), ed. integrale, Oxford, James Currey, 1999,  p. 195, ISBN 0-520-06703-7.
90. ↑   Stephen B. Wickman (a cura di), Belgium A Country Study, Ufficio Poligrafico del Governo degli Stati Uniti d'America, 1985,  p. 45, ISBN 0-16-001635-5.
91. ↑  (FR) Le Congo dans la guerre - les accords tripartites Belgique-Grande-Bretagne-Etats-Unis (Il Congo in guerra - gli accordi tripartiti Belgio-Gran Bretagna-USA), in Courrier hebdomadaire du CRISP, vol. 781-782, n. 35, 1977,  p. 1, DOI:10.3917/cris.781.0001, ISSN 0008-9664 (WC · ACNP).
92. ↑   Mads Fleckner e Avery, John, Congo Uranium and the Tragedy of Hiroshima (PDF), in 55th Pugwash Conference, Università di Copenhagen, luglio 2005,  pp. 1-2.
93. 1 2 3   1944: The liberation of Brussels, su Brussels.be. URL consultato il 9 gennaio 2013 (archiviato dall'url originale il 7 marzo 2015).
94. ↑   Stephen H. Roberts, Antwerp will be a Crucial Gain: Port can Transform Allies' Supply Problems, in The Sydney Morning Herald, 4 novembre 1944. URL consultato il 28 febbraio 2013.
95. ↑   Paul Aron (a cura di), Dictionnaire de la Seconde Guerre Mondiale en Belgique, Bruxelles, André Versaille éd., 2008,  p. 249, ISBN 978-2-87495-001-8.
96. ↑   Charles B. MacDonald, Chapter IX:The Approaches of Antwerp, in The Siegfried Line Campaign, United States Army Center of Military History, 1990  [1963], CMH pub 7-7-1. URL consultato il 5 febbraio 2007 (archiviato dall'url originale il 15 giugno 2010).
97. ↑   Karim Fadoul, De van Acker à Verhofstadt, in La Dernière Heure, 13 giugno 2007. URL consultato il 25 giugno 2013.
98. ↑   Nigel Thomas, Foreign Volunteers of the Allied Forces: 1939–45, Londra, Osprey, 1991,  p. 16, ISBN 978-1-85532-136-6.
99. ↑   Eric Burgaff, Les Belges à la libération, in Le Soir, 16 dicembre 2004. URL consultato il 18 febbraio 2013.
100. ↑   Belgian Armed Forces in the United Kingdom – Introduction, su Be4046.eu. URL consultato il 13 aprile 2013.
101. ↑   Hugh M. Cole, The Ardennes: Battle of the Bulge, Washington D.C., Ufficio Stampa Governativo, 1965,  p. 56.
102. 1 2   Battle of the Bulge: December 16, 1944 – January 28, 1945, su history.com, History Channel. URL consultato il 12 maggio 2013.
103. ↑   Richard Gallagher, Malmedy Massacre, Paperback Library, 1964,  pp. 110-111.
104. ↑   Battle of the Ardennes Museum, su La Roche-en-Ardenne Attractions. URL consultato il 12 maggio 2013 (archiviato dall'url originale il 17 aprile 2021).
105. ↑   Paul Aron (a cura di), Dictionnaire de la Seconde Guerre Mondiale en Belgique, Bruxelles, André Versaille éd., 2008,  pp. 246-7, ISBN 978-2-87495-001-8.
106. 1 2   V-Bomb Damage in Belgium Extensive, in Canberra Times, 17 maggio 1945. URL consultato il 15 aprile 2013.
107. ↑   Léon Degrelle, in Encyclopædia Britannica Edizione Online, 2007.
108. 1 2   Belga, La fin des force belges en Allemagne: Soixante ans d'histoire (PDF), in Le Soir, 30 dicembre 2005. URL consultato il 25 giugno 2013 (archiviato dall'url originale il 29 ottobre 2013).
109. ↑   Isabelle Cassiers, Belgium's postwar growth and the catch-up hypothesis, in European Economic Review, vol. 38, n. 3, 1994,  pp. 899-911, DOI:10.1016/0014-2921(94)90126-0.
110. ↑   Peter Schrijvers, The Unknown Dead: Civilians in the Battle of the Bulge, University Press of Kentucky, 2005,  p. 369, ISBN 0-8131-2352-6.
111. ↑   History of the Institute of Veterans, su Warveterans.be. URL consultato il 15 dicembre 2012 (archiviato dall'url originale il 3 dicembre 2012).
112. ↑   World War: Routes to the past in French-speaking Belgium, su Visitbelgium.com. URL consultato il 12 maggio 2013.
113. ↑   KLM-MRA Museum Educational Programme, su klm-mra.be, Klm-mra .be. URL consultato il 15 dicembre 2012 (archiviato dall'url originale il 24 febbraio 2007).
114. ↑   Breendonck, su Jewish Virtual Library. URL consultato il 27 febbraio 2013.
115. ↑   Projet de Loi tendant à réprimer la négation, la minimisation, la justification ou l'approbation du génocide commis par le régime national-socialiste allemand pendant la seconde guerre mondiale, su lachambre.be. URL consultato il 27 febbraio 2013 (archiviato dall'url originale il 29 ottobre 2013).
116. ↑   Hugues Dorzée, Nos vétérans congolais spoliés et oubliés de l'histoire, in Le Soir, 3 aprile 2013. URL consultato il 1º luglio 2014.
117. ↑   Lisolo Na Bisu, su Klm-mra.be. URL consultato il 15 dicembre 2012 (archiviato dall'url originale il 14 giugno 2013).
118. ↑   De Force Publique van Belgisch Kongo in de periode 1940–1945, su VOX, Defence. URL consultato il 15 novembre 2012 (archiviato dall'url originale il 9 marzo 2013).

### Fonti primarie
- George Weller, The Belgian Campaign in Ethiopia: A Trek of 2,500 Miles through Jungle Swamps and Desert Wastes, New York, Belgian Information Center, 1941.
- Autori vari, Belgium – The Official Account of What Happened – 1939–1940, Londra, Evans Brothers Limited, for the Belgian Ministry of Foreign Affairs, 1941.
- Autori vari, The Belgian Congo at War, New York, Belgian Information Center, 1942.

### Fonti secondarie
- (FR) Henri Bernard, La Résistance 1940–1945, Brussels, Éd. Renaissance du livre, 1968.
- Martin Conway, Collaboration in Belgium: Léon Degrelle and the Rexist Movement, 1940–1944, New Haven, Yale Univ. Press, 1993, ISBN 0-300-05500-5.
- Martin Conway, The Sorrows of Belgium: Liberation and Political Reconstruction, 1944–1947, Oxford, Oxford University Press, 2012, ISBN 978-0-19-969434-1.
- José Gotovitch (a cura di), Europe in Exile: European exile communities in Britain 1940–1945, 1ª ed., New York, Berghahn, 2001, ISBN 978-1571817594.
- Roger Keyes, Outrageous Fortune: The Tragedy of Leopold III of the Belgians, 1901–1941, 1ª ed., Londra, Secker & Warburg, 1984, ISBN 978-0436233203.